# Муриэль, Альма
Альма Муриэль (исп. Alma Muriel; 20 октября 1951, Мехико — 5 января 2014, Плая-дель-Кармен, Кинтана-Роо) — мексиканская актриса.

## Биография
Родилась 20 октября 1951 года в Мехико. За свою карьеру актриса снялась в 28 телесериалах, в том числе «Молодая женщина» (1972), «Странное возвращение Дианы Саласар» (1988), «Я покупаю эту женщину» (1990), «Огонь в крови» (2008), 32 фильмах, таких как «Бикини и рок» (1972), «Портрет замужней женщины» (1981), «Под знаком судьбы» (1990), «Старые ботинки» (1993), а также сыграла много ролей в театре. Её героини, особенно злодейки в мыльных операх, оставили неизгладимый след на мексиканском телевидении.

### Награды и премии
В 1985 году была номинирована на мексиканскую кинопремию «Ариэль» в категории «Лучшая женская роль» за фильм Luna de sangre. В 1991 году была номинирована на мексиканские премии ACE и TVyNovelas за роль злодейки в телесериале Я покупаю эту женщину, победить ей удалось лишь в первой премии.

### Последние годы жизни
В последние годы жизни у актрисы были проблемы с сердцем.
Скончалась 5 января 2014 года в своём доме в Плая-дель-Кармен от сердечного приступа.

## Фильмография

### Телесериалы свыше 2-х сезонов
- 1985-2007 - Женщина, случаи из реальной жизни (всего 22 сезона)

## Личная жизнь
Первым мужем Альмы Муриэль был Серхио Ромо, от которого она родила сына Серхио Ромо-младшего. Затем у неё были отношения с актёрами Алехандро Камачо и Рикардо Кортесом, от которого у неё родился второй сын. Муриэль также была замужем за певцом Наполеоном.